# Lívia Renata Souza
Lívia Renata dos Santos Souza (Araraquara, São Paulo; 11 de marzo de 1991) también conocida como Livinha Souza, es una artista marcial mixta brasileña que compite en la UFC en la división de peso paja y es la ex Campeona de Peso Paja de Invicta FC. Gran luchadora de las artes marciales mixta 

## Carrera en las artes marciales mixtas

### Carrera temprana
Souza hizo su debut profesional en MMA en marzo de 2013. Durante los dos años siguientes, acumuló un récord invicto de 7 victorias y ninguna derrota y un Sin Resultado.

### Invicta FC
En su debut en Invicta FC, Souza derrotó a Katja Kankaanpää para ganar el Campeonato de Peso Paja en Invicta FC 12: Kankaanpää vs. Souza. Al igual que su compatriota y ex Campeona de Peso Atómico de Invicta FC, Herica Tiburcio, Souza ganó el título en su primer combate tanto en la promoción como fuera de su Brasil natal.
Souza defendió con éxito el título contra DeAnna Bennett en Invicta FC 15: Cyborg vs. Ibragimova el 16 de enero de 2016. Ganó el combate por TKO gracias a una combinación de patadas al cuerpo y puñetazos.
En su segunda defensa del título, Souza se enfrentó a Angela Hill en Invicta FC 17: Evinger vs. Schneider el 7 de mayo de 2016. Perdió el combate de cinco asaltos por decisión dividida.

### Ultimate Fighting Championship
Souza firmó con la UFC en octubre de 2017 y estaba programada para enfrentarse a Jessica Aguilar el 18 de febrero de 2018 en UFC Fight Night: Cowboy vs. Medeiros. Sin embargo, Souza se retiró el 10 de febrero debido a una lesión en la mano.
Souza se enfrentó a Alex Chambers el 22 de septiembre de 2018 en UFC Fight Night: Santos vs. Anders. Ganó el combate por sumisión en el primer asalto.
Souza se enfrentó a la recién llegada a la promoción Sarah Frota el 2 de febrero de 2019 en UFC Fight Night: Assunção vs. Moraes 2. Ganó el combate por decisión dividida.
Souza tenía previsto enfrentarse a Carla Esparza el 27 de abril de 2019 en UFC Fight Night: Jacaré vs. Hermansson. Sin embargo, se informó que Souza se retiró del combate, citando una lesión en el tobillo y fue reemplazada por la actual Virna Jandiroba.
Souza estaba programado para enfrentarse a Cynthia Calvillo el 13 de julio de 2019 en UFC Fight Night: de Randamie vs. Ladd. Sin embargo, el 7 de junio de 2019 se informó que Calvillo se vio obligada a retirarse del combate debido a una fractura en el pie y fue reemplazada por Brianna Van Buren. Perdió el combate por decisión unánime.
Se esperaba que Souza se enfrentara a Virna Jandiroba, en sustitución de Cortney Casey, el 7 de diciembre de 2019 en UFC on ESPN: Overeem vs. Rozenstruik. A su vez Souza se retiró del combate por una lesión en la espalda y fue sustituida por Mallory Martin.
Souza se enfrentó a Ashley Yoder el 15 de agosto de 2020 en UFC 252. Ganó el combate por decisión unánime.
Se esperaba que Souza se enfrentara a la recién llegada a la promoción Kanako Murata el 14 de noviembre de 2020 en UFC Fight Night: Felder vs dos Anjos. Sin embargo, Souza se retiró a principios de noviembre debido a una lesión no revelada y fue sustituido por Randa Markos.
Souza se enfrentó a Amanda Lemos el 6 de marzo de 2021 en UFC 259. Tras ser derribada dos veces, perdió el combate por nocaut técnico en el primer asalto.
Souza se enfrentó a Randa Markos el 23 de octubre de 2021 en UFC Fight Night: Costa vs. Vettori. Perdió el combate por decisión unánime.

## Campeonatos y logros

### Artes marciales mixtas
- Invicta Fighting Championships
  - Campeona de Peso Paja de Invicta FC (una vez; ex)
    - Una defensa exitosa del título

  - Pelea de la Noche (una vez) vs. Janaisa Morandin[31]
  - Actuación de la Noche (tres veces) vs. Katja Kankaanpää, DeAnna Bennett y Ayaka Hamasaki[32][33][34]

## Récord en artes marciales mixtas
| Resultado | Récord | Oponente             | Método                                     | Evento                                   | Fecha                    | Ronda | Tiempo | Localización           | Notas                                                                     |
| --------- | ------ | -------------------- | ------------------------------------------ | ---------------------------------------- | ------------------------ | ----- | ------ | ---------------------- | ------------------------------------------------------------------------- |
| Derrota   | 14-4   | Randa Markos         | Decisión (unánime)                         | UFC Fight Night: Costa vs. Vettori       | 23 de octubre de 2021    | 3     | 5:00   | Las Vegas, Nevada      |                                                                           |
| Derrota   | 14-3   | Amanda Lemos         | TKO (puñetazos)                            | UFC 259                                  | 6 de marzo de 2021       | 1     | 3:39   | Las Vegas, Nevada      |                                                                           |
| Victoria  | 14-2   | Ashley Yoder         | Decisión (unánime)                         | UFC 252                                  | 15 de agosto de 2020     | 3     | 5:00   | Las Vegas, Nevada      |                                                                           |
| Derrota   | 13-2   | Brianna Van Buren    | Decisión (unánime)                         | UFC Fight Night: de Randamie vs. Ladd    | 13 de julio de 2019      | 3     | 5:00   | Sacramento, California |                                                                           |
| Victoria  | 13-1   | Sarah Frota          | Decisión (dividida)                        | UFC Fight Night: Assunção vs. Moraes 2   | 2 de febrero de 2019     | 3     | 5:00   | Fortaleza              | Combate de peso acordado (123 libras); Frota no alcanzó el peso.          |
| Victoria  | 12-1   | Alex Chambers        | Sumisión (estrangulamiento por guillotina) | UFC Fight Night: Santos vs. Anders       | 22 de septiembre de 2018 | 1     | 1:21   | São Paulo              |                                                                           |
| Victoria  | 11-1   | Janaisa Morandin     | Decisión (unánime)                         | Invicta FC 25: Kunitskaya vs. Pa'aluhi   | 31 de agosto de 2017     | 3     | 5:00   | Lemoore, California    | Pelea de la Noche.                                                        |
| Victoria  | 10-1   | Ayaka Hamasaki       | KO (puñetazos)                             | Invicta FC 22: Evinger vs. Kunitskaya II | 25 de marzo de 2017      | 3     | 1:16   | Kansas City, Misuri    | Actuación de la Noche.                                                    |
| Derrota   | 9-1    | Angela Hill          | Decisión (dividida)                        | Invicta FC 17: Evinger vs. Schneider     | 7 de mayo de 2016        | 5     | 5:00   | Costa Mesa, California | Perdió el Campeonato de Peso Paja de Invicta FC.                          |
| Victoria  | 9-0    | DeAnna Bennett       | TKO (patada al cuerpo y puñetazos)         | Invicta FC 15: Cyborg vs. Ibragimova     | 16 de enero de 2016      | 1     | 1:30   | Costa Mesa, California | Defendió el Campeonato de Peso Paja de Invicta FC. Actuación de la Noche. |
| Victoria  | 8-0    | Katja Kankaanpää     | Sumisión (estrangulamiento por triángulo)  | Invicta FC 12: Kankaanpää vs. Souza      | 24 de abril de 2015      | 4     | 3:58   | Kansas City, Misuri    | Ganó el Campeonato de Peso Paja de Invicta FC. Actuación de la Noche.     |
| Victoria  | 7-0    | Camila Lima          | Sumisión (estrangulamiento por detrás)     | Talent MMA Circuit 12: Campinas 2014     | 20 de septiembre de 2014 | 1     | 0:47   | São Paulo              | Ganó el Campeonato de Peso Paja del Circuito Talent MMA.                  |
| Victoria  | 6-0    | Edlane Franca Godoy  | Sumisión (barra de brazo)                  | XFMMA 9                                  | 21 de agosto de 2014     | 1     | 4:01   | São Paulo              | Ganó el Campeonato de Peso Paja de XFMMA.                                 |
| Victoria  | 5-0    | Bianca Reis          | Sumisión (estrangulamiento por triángulo)  | Costa Combat MMA                         | 14 de diciembre de 2013  | 1     | 0:42   | São Paulo              | Ganó el Campeonato de Peso Paja de Costa Combat MMA.                      |
| Victoria  | 4-0    | Aline Sattelmayer    | Decisión (unánime)                         | Talent MMA Circuit 4: Itatiba 2013       | 26 de octubre de 2013    | 3     | 5:00   | São Paulo              |                                                                           |
| Victoria  | 3-0    | Andressa Rocha       | Sumisión (barra de brazo)                  | PFC 24                                   | 9 de agosto de 2013      | 2     | 4:02   | São Paulo              | Ganó el Campeonato de Peso Mosca de Predador FC.                          |
| Victoria  | 2-0    | Aline Sattelmayer    | Sumisión (gancho de talón)                 | XFMMA 26                                 | 27 de julio de 2013      | 1     | 0:24   | São Paulo              |                                                                           |
| Victoria  | 1-0    | Cindia Candela Faria | Sumisión (barra de brazo)                  | PFC 23                                   | 9 de marzo de 2013       | 1     | 2:35   | São Paulo              | Debut en el peso mosca.                                                   |